# Maytenus lucayana
Maytenus lucayana är en benvedsväxtart som beskrevs av Britton. Maytenus lucayana ingår i släktet Maytenus och familjen Celastraceae. Inga underarter finns listade.